# Hind Ben Abdelkader
Pour les articles homonymes, voir Ben Abdelkader.
Hind Ben Abdelkader, née le 21 juillet 1995 à Bruxelles (Belgique), est une joueuse belge de basket-ball jouant au poste de meneuse.

## Biographie

### En club
Elle est championne de Belgique 2010 avec Waregem.
Après une saison à Saint-Catherine, avec une performance remarquée de 49 points (11/19 à 2-pts, 5/7 à 3-pts, 12/15 aux lancers francs), 7 rebonds et  12 fautes provoquées pour une évaluation de 58 en 38 minutes contre Waregem elle décide en avril 2013 de rejoindre California, demi-finaliste NCAA 2013. Elle quitte prématurément la NCAA dès février 2014 (4,9 points, 1,6 rebond et 0,9 passe décisive en 19 minutes) pour retrouver son ancien club de Saint-Catherine avec lequel elle dispute cinq matchs de championnat pour 16,2 points et 2,8 rebonds. Pour 2014-2015, elle rejoint le club espagnol de Cadí-ICG Software. Après une saison réussie Liga Femenina avec 11,1 points et 3 rebonds par rencontre, elle signe pour 2015-2016 en France avec Nice.
Après une excellente année en LFB à Nice (11,1 points et 3,3 rebonds) et une victoire en Challenge Round, l'internationale belge de 20 ans s'engage pour 2016-2017 avec l’équipe polonaise de Cracovie qualifiée pour l’Euroligue. En 2017-2018, elle joue pour le club turc de Hatay Belediye qualifié en Eurocoupe, avec en février une moyenne de 17,2 points inscrits par match de championnat.
En février 2018, elle rend public son engagement avec le Fever de l'Indiana pour la saison WNBA 2018, où elle devrait être après Ann Wauters et Emma Meesseman la troisième belge à disputer la ligue féminine américaine. Le Fever rompt son contrat fin juin au profit de Cappie Pondexter, alors que la franchise est alors dernière au classement WNBA avec un seul succès en 15 rencontres. Ses statistiques étaient alors de 2,1 points et 1,0 rebond.

### Équipe nationale
En 2011, elle est élue MVP de l'Euro U16 où la Belgique devient vice-championne d'Europe à Cagliari. La meneuse bruxelloise a des moyennes de 18,9 points, 4,2 rebonds et 3,3 passes décisives par match.
En 2012, avec l'équipe des 18 ans et moins, la Belgique ne classe que 15e sur 16 malgré les performances d'Hind Ben Andelkader (18,6 points et 3,4 passes décisives).

## Carrière
- ?-201? :  Waregem
- ?-2012 :  Belfius Namur
- 2012-2013 :  BBC Wavre-Sainte-Catherine
- 2013-2014 :  Golden Bears de la Californie
- 2014-2014 :  BBC Wavre-Sainte-Catherine
- 2014-2015 :  Cadí-ICG Software
- 2015-2016 :  Cavigal Nice Basket 06
- 2016-2017 :  Wisła Cracovie
- 2017-2021 :  Hatay Belediye
- 2021-2022 :  Nika Syktyvkar
- 2022- :  Villeneuve-d'Ascq

## Distinctions personnelles
- MVP du Championnat d'Europe des 16 ans et moins en 2011[11]

## Palmarès
Sélection nationale
- 7e place du Mondial Cadettes (U17) en 2012[13]
- du Championnat d'Europe des 16 ans et moins en 2011[11]
- Médaille de bronze des Championnats du monde de basket-ball 3×3 2014

Clubs
- Championne de Belgique 2010[réf. nécessaire]
- Championne de Belgique 2011[1]
- Challenge Round LFB 2016[14].